# Simon Demetz
Simon Demetz (15 de marzo de 1966) es un deportista italiano que compitió en biatlón. Ganó una medalla de oro en el Campeonato Mundial de Biatlón de 1991, en la prueba por equipos.

## Palmarés internacional
| Campeonato Mundial | Campeonato Mundial | Campeonato Mundial | Campeonato Mundial |
| Año                | Lugar              | Medalla            | Prueba             |
| ------------------ | ------------------ | ------------------ | ------------------ |
| 1991               | Lahti (Finlandia)  | Medalla de oro     | Equipos            |